# 케 세라 세라
《케 세라 세라》는 MBC에서 2007년 3월 17일부터 2007년 5월 13일까지 방영되었던 드라마이다.

## 출연진

### 주요 인물
- 에릭 : 강태주 역
- 정유미 : 한은수 역 (아역 김소현)
- 윤지혜 : 차혜린 역
- 이규한 : 신준혁 역 (아역 최승훈)

### 은수의 가족
- 금보라 : 지경숙 역 - 은수의 새어머니
- 이은성 : 한지수 역 - 은수의 이복동생

### 혜린의 가족
- 송재호 : 차형민 역 - 혜린의 아버지
- 윤미라 : 윤정임 역 - 혜린의 어머니

### 그 외 인물
- 이재용 : 최 이사 역. 준혁에게 아버지 비밀을 말해주며 이용하려는 사람
- 장태성 : 이호영 역. 태주의 친구
- 홍충민 : 이나경 역. 혜린의 선배
- 박세진
- 정영금 : 혜린네 가사도우미
- 김홍수
- 박서연
- 장주연
- 기연호 : 혜린이 선 본 이성준의 아버지 역
- 민경일
- 오희경
- 김요한
- 이명숙 : 은수가 동생 대신 일한 모델 사장 역
- 차영숙
- 최인숙
- 심우창 : 황 변호사 역
- 주우 : 백화점 직원 역
- 김현정
- 장희진
- 한여름
- 김성은 : 휴대폰 매장 직원 역
- 고아라
- 이훈국
- 안호일
- 김용숙
- 김유라 : 은수네가 살고 있는 집 주인 역
- 이주경
- 김주영
- 이희준 : 은수가 성추행범으로 신고한 태주를 취조하는 형사 역
- 이호우
- 강수정
- 정한헌 : 백화점 면접관 역
- 김대영 : 백화점 면접관 역
- 김용희 : 혜린의 맞선남 역
- 윤원희 : 면접 볼 때 유창한 영어로 은수를 기죽게 한 여자 역
- 이관영 : 백화점 면접관 역
- 박재현
- 서권순 : 빚쟁이 역
- 최재호 : 백화점 직원 역
- 김신일 : 백화점 이 대리 역
- 이종길
- 최은석
- 서하나
- 이유미
- 김난주
- 김민재
- 염선미

### 우정출연
- 강정화 : 미연 역 - 태주가 만났던 재벌녀 (1회, 3회)

### 특별출연
- 박광정 : 태주의 직장 상사 역 (1회)

## 시청률
| 회차   | 방송일          | 시청률(전국) |
| ------ | --------------- | ------------ |
| 제1화  | 2007년 3월 17일 | 8.9%         |
| 제2화  | 2007년 3월 18일 | 8.2%         |
| 제3화  | 2007년 3월 25일 | 8.7%         |
| 제4화  | 2007년 3월 31일 | 8.2%         |
| 제5화  | 2007년 4월 1일  | 8.6%         |
| 제6화  | 2007년 4월 7일  | 7.9%         |
| 제7화  | 2007년 4월 8일  | 9.1%         |
| 제8화  | 2007년 4월 14일 | 7.7%         |
| 제9화  | 2007년 4월 15일 | 9.0%         |
| 제10화 | 2007년 4월 21일 | 8.0%         |
| 제11화 | 2007년 4월 22일 | 7.8%         |
| 제12화 | 2007년 4월 28일 | 6.5%         |
| 제13화 | 2007년 4월 29일 | 7.8%         |
| 제14화 | 2007년 5월 5일  | 7.5%         |
| 제15화 | 2007년 5월 6일  | 7.6%         |
| 제16화 | 2007년 5월 12일 | 7.0%         |
| 제17화 | 2007년 5월 13일 | 8.2%         |

## 이모저모
- 당초 정유미가 분한 한은수 역은 윤은혜가 맡을 예정이었으나 건강 문제로 인해 하차했다.[1]
- 2007년 3월 24일 한국과 우루과이의 친선 축구 중계 관계로 결방되었다.[2] 이에 2007년 5월 12일 16회로 막을 내릴 예정이었으나 그날이 토요일인 관계로 일요일에 맞추어 막을 내릴 수 있도록 1회분을 늘려 17회로 종영되었다.[2]